# Sójka (góra)
Sójka (niem. Spitz-Berg, Spitzberg) – szczyt o wysokości 617 m n.p.m. na północnej granicy Gór Wałbrzyskich.